# Dossenhorn
Das Dossenhorn oder Tossen ist ein Berggipfel in den Berner Alpen (Westalpen).
Der Berg hat eine Höhe von 3144 m ü. M.

## Geografie
Der Berg erhebt sich über dem Urbachtal und der Rosenlaui im Reichenbachtal in den Gemeinden Innertkirchen, beziehungsweise Schattenhalb in der Talschaft Oberhasli im östlichen Berner Oberland in der Schweiz. Der Gipfel des Dossenhorns befindet sich zur Gänze auf dem Gebiet der Gemeinde Innertkirchen, während der vorgelagerte Dossengrat die Grenze der Gemeinden Innertkirchen (im Südosten) und Schattenhalb (im Nordwesten) bildet.
Das Dossenhorn präsentiert sich von der Rosenlaui aus gesehen als elegante spitze Pyramide. Von einem höher gelegenen Standort aus wird erkennbar, dass es sich um einen Doppelgipfel mit zwei fast gleich hohen Gipfeln (Nord- und Südgipfel) mit einem, durch den Dossensattel vom Hauptmassiv getrennten nördlichen Vorgipfel (dem Kulminationspunkt des Dossengrats) handelt. Zusammen mit den Gletscherbrüchen des Rosenlauigletschers, den beiden Wellhörnern und dem Wetterhorn bildet das Dossenhorn den eindrücklichen, für seine Schönheit berühmten Talabschluss des Reichenbachtals bei Rosenlaui. Der Berg bildet die südliche Fortsetzung der Engelhörner, jener Bergkette, welche das Reichenbachtal vom Urbachtal trennt. Beginnend am Urbachsattel (2489 m) erstreckt sich das kleine Massiv des Dossenhorns als zuerst in Richtung Südwesten verlaufender Grat (Dossengrat) zum Vorgipfel, um beim Dossensattel nach Süden abzuknicken, dann die beiden Gipfel des Dossenhorns (Nord- und -Südgipfel/Hauptgipfel) zu erreichen und schliesslich beim Ränfenjoch (3035 m) in das weite Firnbecken des oberen Rosenlauigletschers einzutauchen.

## Geologie
Das Dossenhorn befindet sich im nordöstlichen Bereich des Aarmassivs, eines der sogenannten Zentralmassive der Schweizer Alpen. Der Berg baut sich aus dem altkristallinen Gestein des Aarmassiv-Grundgebirges (Lauterbrunnen-Kristallin) auf.

## Name
Der Berg wird im üblichen alpinistischen Sprachgebrauch traditionell Dossenhorn, neu auch nur kurz Dossen, in der Landeskarte der Schweiz heute aber mit Tossen bezeichnet.
Der Name Dossenhorn oder Tossen leitet sich vom Dialektwort Tosse ab, mit welchem im deutschsprachigen schweizerischen Alpengebiet ein klotziger, massiver Felsgipfel bezeichnet wird. Das Schweizerische Idiotikon, das massgebende Wörterbuch der schweizerdeutschen Sprache, umschreibt den Ausdruck Tosse oder Tossen mit massiger Felsgipfel, mächtiges Felshorn, kahler Felskopf oder Felsenzinke, sie mag gross oder klein seyn.
Der Ausdruck Dossen ist in Form einer Wortverbindung auch des Öfteren noch anderswo im zentralen Alpenraum anzutreffen, so zum Beispiel im Pilatusgebiet, wo sich in der Nordflanke des Pilatusmassivs unterhalb der Tomliwand der Chastelendossen, eine steilwandige Felsbastion befindet oder im Rigigebiet, wo der Dossen den höchsten Punkt des vom Rigi-Kulm über die Rigi-Scheidegg zur Rigi-Hochfluh streichenden Hauptgrats des Rigimassivs darstellt.

## Besteigungsgeschichte
Infolge der relativ einfachen Zugänglichkeit des Gipfels und seiner Qualität als hervorragender Standort zur Wildbeobachtung wurde das Dossenhorn vermutlich schon früh von einheimischen Gemsjägern besucht. Die erste dokumentierte touristische Besteigung des Bergs erfolgte am 13. August 1828 durch Franz Joseph Hugi und Gefährten.
Franz Joseph Hugi (* 23. Januar 1791, † 25. März 1855) war ein bedeutender Schweizer Naturforscher (Fachgebiete Geologie und Glaziologie), welcher, bedingt durch seine intensiven Feldstudien im Hochgebirge, gleichzeitig auch noch zu einem Pionier des schweizerischen Alpinismus avancierte. Ihm zu Ehren wurde in der Folge die oberste Scharte im Nordwestgrat des Finsteraarhorns, der Hugisattel (4087 m), sowie ein Gratzacken im Verbindungsgrat zwischen dem Kleinen Lauteraarhorn und den Lauteraar-Rothörnern (Hugihorn, 3647 m) benannt.

## Routen

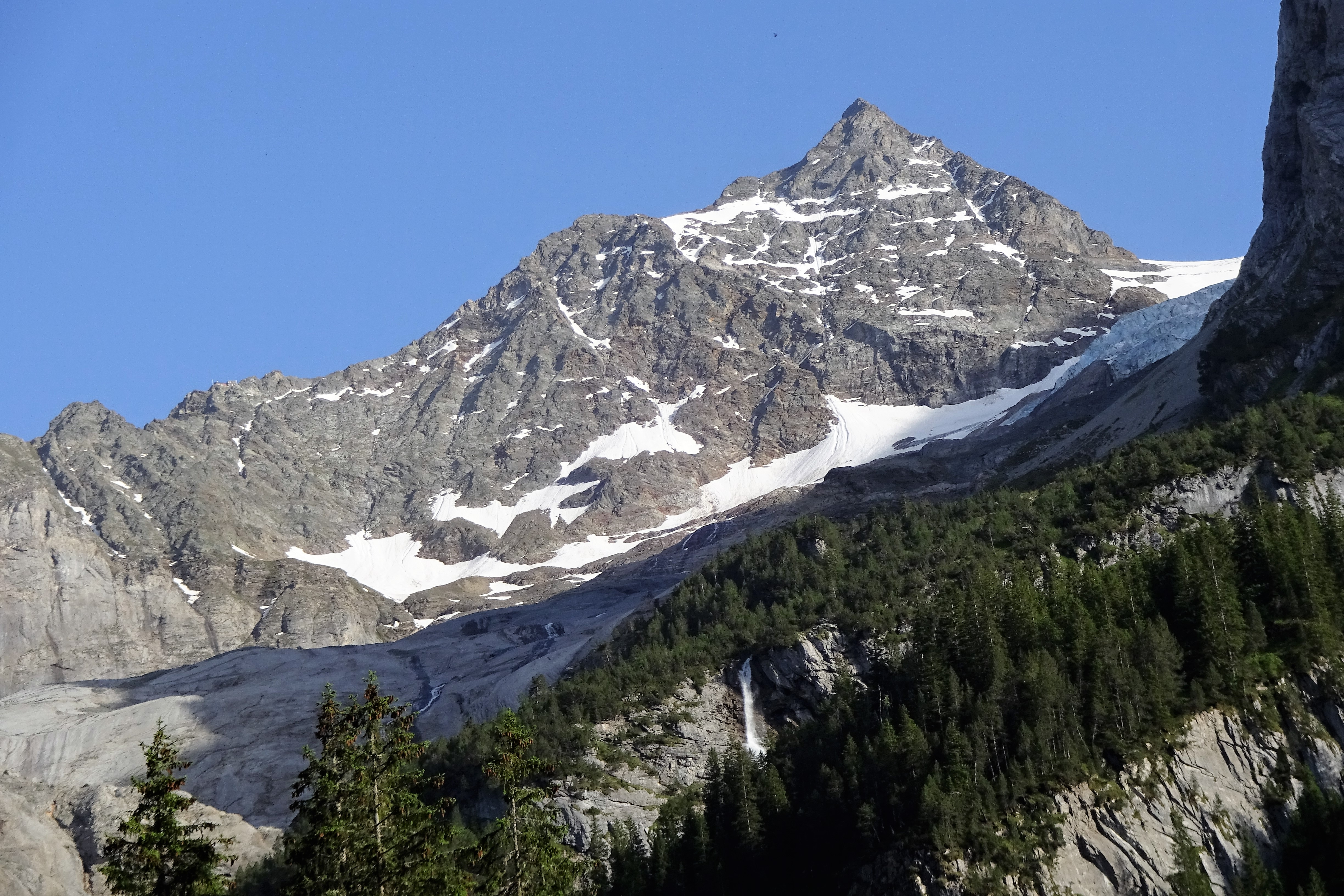
Dossenhorn (Dossenwand mit Dossenhütte links auf dem Dossengrat) von Nordnordwesten

Von alpinistischer Relevanz ist einzig die Normalroute über den Nordgrat; bei den übrigen Routen zum Gipfel handelt es sich lediglich um blosse Varianten zum Normalweg.
Nordgrat (Normalroute)
Lohnende Halbtagestour auf einen erstklassigen Aussichtsberg. Als Ausweichtour gute Alternative im Fall von unsicheren Wetterbedingungen, welche einen Verzicht auf alpine Unternehmungen in den höheren Gipfeln der Wetterhorngruppe nahelegen.
Routenverlauf: Von der Dossenhütte über den Nordostgrat (Dossengrat) zum Vorgipfel, Abstieg zum Dossensattel und weiter über den Nordgrat bis zu den beiden höheren Gipfeln (Dossenhorn-Nordgipfel und Dossenhorn-Südgipfel/Hauptgipfel).
Charakter der Route: Vorwiegend wenig schwierige Blockkletterei, einige Stellen bis Schwierigkeitsgrad II+, zumeist Gehgelände.
- Schwierigkeit: WS+
- Zeitaufwand: 2–2½ Std. von der Dossenhütte
- Ausgangspunkt: Dossenhütte (2663 m)
- Talort: Rosenlaui (1327 m) im Reichenbachtal oder Mürvorsess (879 m) im Urbachtal

Routenbeschreibung:
Von der Hütte über den Nordostgrat (Dossengrat) über mehrere kleine Aufschwünge (Route stellenweise drahtseilversichert und mit Bohrhaken versehen) zum Dossenhorn-Vorgipfel (3032 m, höchster Punkt des Dossengrats); dann kurzer Gratabstieg zum Dossensattel (3009 m); Wiederanstieg über den ab hier in Nord-Süd-Richtung verlaufenden Grat (Nordgrat) über kleine Wändchen und Verschneidungen etwas anspruchsvoller zum Dossenhorn-Nordgipfel (3139 m) und nach kurzem Abstieg und Wiederaufstieg hinüber zum wenige Meter höheren Dossenhorn-Südgipfel/Hauptgipfel (3144 m). Mit dem kurzen Abstieg über den Grat zum rund 100 m tiefer gelegenen Ränfenjoch auf dem Rosenlauigletscher wäre die Dossenhorn-Überschreitung komplettiert.
Vor dem früher üblichen Aufstieg zum Dossensattel von Osten her über das sommers ausgeaperte Firnfeld (dem heute weitgehend abgeschmolzenen Dossengletscher) unter Umgehung des Dossengrats wird wegen der mittlerweile freigelegten zerrütteten, äusserst brüchigen Felsen ausdrücklich gewarnt.
Abstieg auf demselben Weg. Die steileren Passagen können problemlos abgeklettert werden. Ein Abseilen ist nicht erforderlich.

Ausgangspunkt Dossenhütte (2663 m)
Koordinaten 655.939 / 167.367
Telefon   +41 33 971 44 94
Eigentum der SAC-Sektion Oberaargau;
55 Schlafplätze - Hütte bewartet (nur Sommersaison)
Lage: Auf dem Dossengrat zwischen Urbachsattel und Dossenhorn

2 Zustiege:
1. Von Westen (von der Rosenlaui im Reichenbachtal bei Schattenhalb her):
Vorbei an der Gletscherschlucht Rosenlaui, dem Gletscherhubel und dem Rosenlauibiwak SAC durch die Dossenwand und über den Dossengrat;
Schwierigkeit: T4+,
weiss-blau-weiss markierter klettersteigähnlicher Bergweg (Dossenweg);
4 bis 5 Stunden ab Parkplatz beim Hotel Rosenlaui.
2. Von Osten (von der Mürvorsess im Urbachtal bei Innertkirchen her):
Über Alp Schrätteren – Illmenstein – Enzen;
Schwierigkeit: T4-,
weiss-blau-weiss markierter Bergweg;
6 Stunden ab Parkplatz Mürvorsess am Ende der Fahrstrasse ins Urbachtal.

## Kunst
Die pittoreske Szenerie des Talabschlusses von Rosenlaui diente in der Malerei des 19. Jahrhunderts häufig als Sujet romantischer alpiner Landschaftsdarstellungen. Bei vielen dieser Darstellungen wurde am linken Bildrand das Dossenhorn prominent ins Bild gerückt. Anschauliche Beispiele hiefür liefern die kolorierten Umrissradierungen von Johann Jakob Biedermann (* 7. August 1763, † 10. April 1830) - Beispiel: Der Rosenlauigletscher oder die Ölbilder von August Wilhelm Leu (* 24. März 1818, † 20. Juli 1897) - Beispiel: Das Wetterhornmassiv.